# Guerra Arikara
La Guerra Arikara va tenir lloc l'agost de 1823 entre els Estats Units i els amerindis arikares prop del riu Missouri, en l'actual Dakota del Sud. Els guerrers arikares havien atacat prèviament una expedició de paranyers que viatjaven a través del riu. Els Estats Units va respondre enviant una força de 230 soldats del 6è d'Infanteria, 750 Sioux, i 50 paranyers sota el comandament del tinent coronel Henry Leavenworth.
Encara que breu, el conflicte fou destacable per dues raons. Primer, va ser el primer conflicte militar entre els Estats Units i els amerindis de l'Oest, establint el to per a les futures trobades entre els nord-americans i els crow i blackfoot. En segon lloc, Leavenworth no va derrotar completament els arikares. La seva indulgència cap a ells va provocar un gran debat entre els nord-americans que exigien la submissió dels indígenes i els que advocaven per la convivència amb ells.
Finalment els arikares es van establir amb els mandan i hidatsa a la reserva índia de Fort Berthold de Dakota del Nord. Molts arikares i crows es va convertir en exploradors indis durant l'apogeu de les Guerres Sioux.